# Айяла, Элихио
Хосе Элихио Айяла (исп. José Eligio Ayala ; 4 декабря 1879, Мбуйяпей — 24 октября 1930, Асунсьон) — парагвайский политик, дважды президент Парагвая.

## Биография
Хосе Элихио Айяла родился в Мбуйяпее 4 декабря 1879 года и был сыном испанца Мариано Сисы и парагвайки Мануэлы де Хесус Айала. Его семья владела фермой, где отец Хосе разводил скот, и небольшим ранчо для выращивания овощей.
Хосе начал образование в родном городе и продолжил в Парагуари. В 1897 году он поступил в Национальный колледж Энкарнасьона, где его дядя Хосе дель Росарио Айяла, директор этого учреждения, финансировал его учёбу ввиду материальных трудностей в семье Хосе. На третий год учёбы он переехал в Асунсьон, чтобы поступить в Национальный колледж Асунсьона, где он и окончил среднее образование на средства правительственного гранта.
По получении степени бакалавра Айяла получил должность клерка в Национальном архиве и поступил на факультет права и социальных наук университета, где стал президентом студенческого совета в 1903 году. Он получил степень доктора права и социальных наук 22 декабря 1905 года. После выпуска Айяла преподавал математику и историю в средних школах, а затем устроился судьей.
В 1907 году Айяла начал политическую карьеру, и через год был избран депутатом в Конгресс. Он стал членом Либеральной партии и был избран президентом палаты депутатов 22 апреля 1910 года. Однако вскоре разразился политический кризис, и лидеры либералов были изгнаны в Аргентину.
В 1911 году Айяла покинул из Буэнос-Айрес и отправился в Европу, чтобы продолжить учебу на факультете философии и права в университетах Гейдельберга и Цюриха. Находясь в Берлине, он написал свою книгу «Сельскохозяйственная эволюция в Англии» и «Как Парагвай видится из Европы». В конце марта 1920 года, после посещения Испании и Португалии, он вернулся в Парагвай.
После отставки временного президента Эусебио Айялы и гражданской войны 1921—1923 годов Конгресс назначил Элихио Айялу Президентом республики и поставил задачу добиться умиротворения страны и улучшения государственных финансов. Однако уже 17 марта 1924 года Айяла подал в отставку, заявив Конгрессу: «Я благодарен за оказанное доверие… я сделал все. что мог, чтобы не обмануть его, но сопротивление слишком сильно». Новым президентом Конгресс назначил врача Луиса Альберто Риарта.
В том же году Элихио Айяла выдвинул свою кандидатуру на президентских выборах выиграл их 15 августа 1924 года. Во время второго правления Айялы страна пережила рост экономики, производства, экспорта и существенное улучшение экономической и финансовой ситуации. Были подписаны договоры с Боливией и Бразилией, открыта военная верфь в Сахонии, открыта школа сельского хозяйства, был принят закон о несчастных случаях на работе и выходе на пенсию, а с учетом осложнения отношений с Боливией по поводу области Чако началась модернизация армии и флота. Айяла был также автором ряда книг по 14 различным темам. В 1928 году Айяла покинул пост президента, и был назначен новым президентом Гуджари министром финансов.
Обстоятельства смерти Элихио Айялы до сих пор оспариваются. Согласно материалам возбужденного уголовного дела, в 20:30, в четверг 23 октября 1930 года, министр Айяла явился к дому Хильды Диез в столице Парагвая, которая была его любовницей. Айяла постучал в дверь, Хильда с задержкой открыла, и Айяла увидел, как неизвестный (Томас Барейро) быстро прячется за шкаф. Барейро неожиданно начал стрелять из револьвера Смит Вессон 38 калибра, ранив Айалу в руку, ухо и живот. Айяла, уже лежа на полу, выхватил кольт 38 калибра и произвел четыре выстрела, также ранив Барейро. Барейро умер на заднем дворе дома, пытаясь бежать, а тяжело раненый Айала встал и добрался до улицы Бельведер, где попросил водителя такси отвезти его в больницу Маси-Эскобар.
Айяла умер в 14:15 24 октября 1930 года в больнице, в присутствии президента Гуджари, после нескольких часов агонии.